# Збора
Збо́ра — село в Україні, у Верхнянській сільській територіальній громаді Калуського району Івано-Франківської області.

## Географія